# Секоизоларициресинол
Секоизоларициресинол — растительный лигнан, тип фенилпропаноидов. Является одним из предшественников фитоэстрогенов энтеродиола и энтеролактона у млекопитающих, синтезируемых бактериями в толстом кишечнике. 

## См.также
- Диглюкозид секоизоларициресинола
- Лигнаны